# Anchoviella cayennensis
Anchoviella cayennensis är en fiskart som först beskrevs av Puyo, 1946.  Anchoviella cayennensis ingår i släktet Anchoviella och familjen Engraulidae. Inga underarter finns listade i Catalogue of Life.